# Marie-Nicole Vestier
Marie-Nicole Vestier, nascida em Paris em 8 de setembro de 1767 e falecida em Limoges-Fourches em 30 de novembro de 1846 é uma pintora francesa.